# Animus domini
Animus domini è un'espressione in latino molto utilizzata in campo giuridico per indicare l'intenzione di essere il proprietario, di possedere un certo bene. "Possesso di animus domini" si traduce come "intenzione di acquisire la padronanza di esso."